# Lac Galarneau
Le lac Galarneau est un plan d'eau situé à 40 km au nord de Fort-Coulonge, dans la municipalité de Mansfield-et-Pontefract, Pontiac, Québec, Canada. Le lac est relié au sud au lac Jim par un court ruisseau.
Son nom a été officialisé le 5 décembre 1968.
|  |